# Orangelove
Pour plus de détails, voir Fiche technique et Distribution.
Orangelove (stylisé orANGELove) est un film ukrainien, réalisé en 2006 par Alan Badoyev et produit par Alina Panova, sorti en 2007.
Cette fiction de 92 minutes a été primée au Festival Kinoshok 2006 (Russie).

## Synopsis
Deux jeunes gens se rencontrent dans un tramway. Lui, un jeune photographe de mode très demandé et voyageur infatigable. Elle, une jeune violoncelliste, étudiante. Ces deux jeunes gens vont tomber amoureux... et décident de s'installer loin du monde : ils entrent dans un appartement vide, coupent le téléphone et suppriment la sonnette. À partir de là, chaque jour sera consacré à leur passion l'un pour l'autre.

## Fiche technique
- Titre français : Orangelove
- Réalisation : Alan Badoyev
- Producteurs :  Alina Panova, Bruce Wayne Gillies, Darko Skulsky, Roman Kindrachuk, Vladimir Khorounji.
- Compositeur : Zeljko Marasovich, Vladimir Khorounji.
- Pays d'origine :  Ukraine
- Format : couleur
- Durée : 92 minutes

## Distribution
- Alexeï Tchadov
- Olga Makeïeva